# Maschinenpistole IX. Parteitag
Die Maschinenpistole „IX. Parteitag“ war ein Prototyp einer Reihenfeuerpistole des VEB Fahrzeug- und Jagdwaffenwerkes „Ernst Thälmann“ in Suhl. Sie wurde 1976 im Rahmen der Neuererbewegung anlässlich des IX. Parteitags der SED entwickelt und von Rolf Ziegenhahn in einer Kleinserie von 14 Exemplaren gefertigt.

## Technik
Es handelt sich um eine Reihenfeuerpistole im Kaliber 9 × 19 mm und 9 × 18 mm mit feststehendem Lauf und Masseverschluss. Vor dem Abzug ist, um die Waffe im Dauerfeuer besser kontrollieren zu können, ein abnehmbarer Handgriff angebracht, der ein Reservemagazin enthält. Die Waffe verfügt über ein konventionelles offenes Visier mit Kimme und Korn auf dem Schlitten. Der Feuerwahlhebel befindet sich links oberhalb des Abzuges am Rahmen der Pistole.
Die Kadenz der Waffe wird durch eine Dopplung von Schlaghahn und Auslösehebel begrenzt (335 Schuss/min). Die Mündungsgeschwindigkeit betrug 365 m/s.
Die Hülsen der Munition werden nach oben ausgeworfen.

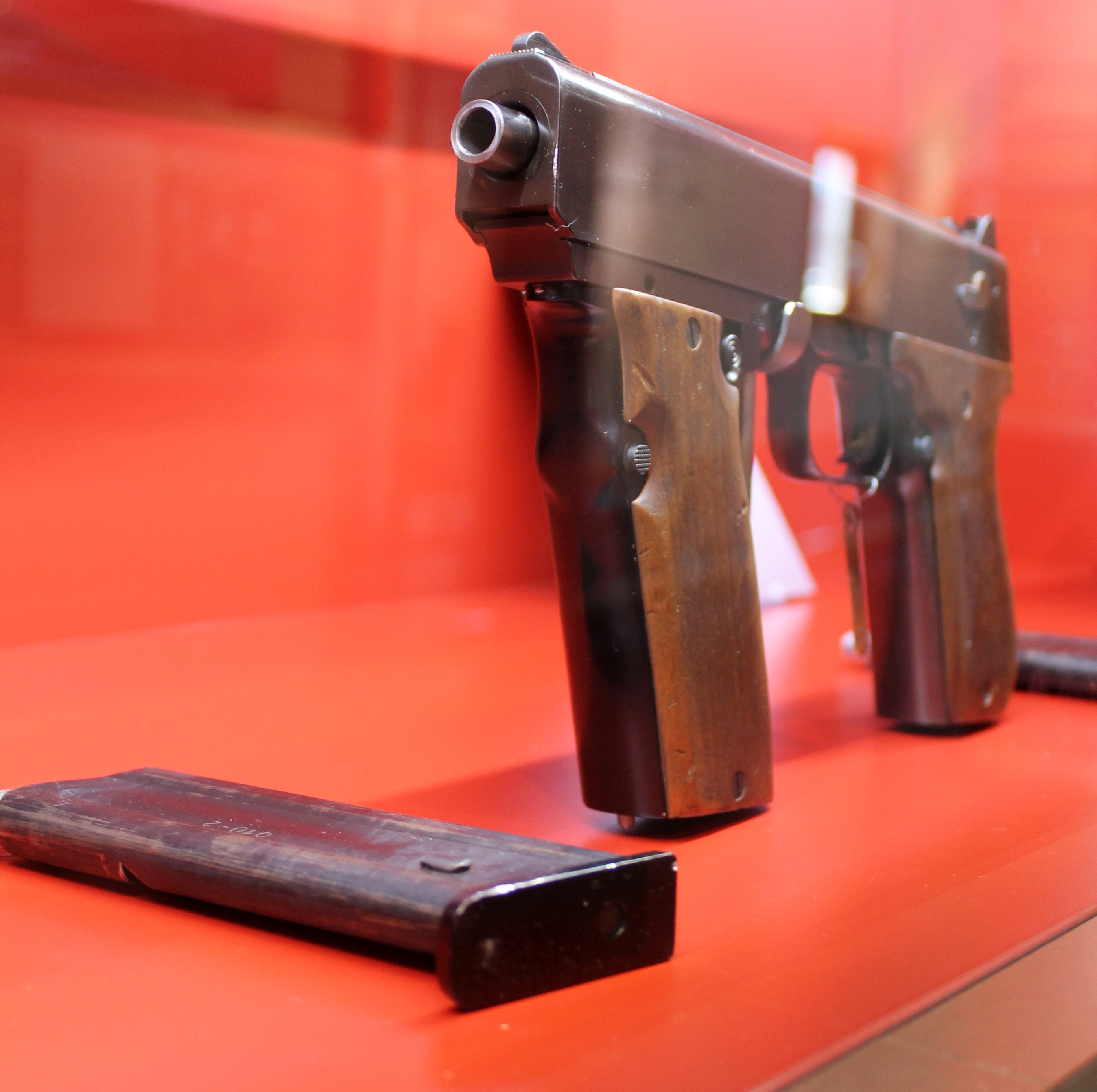
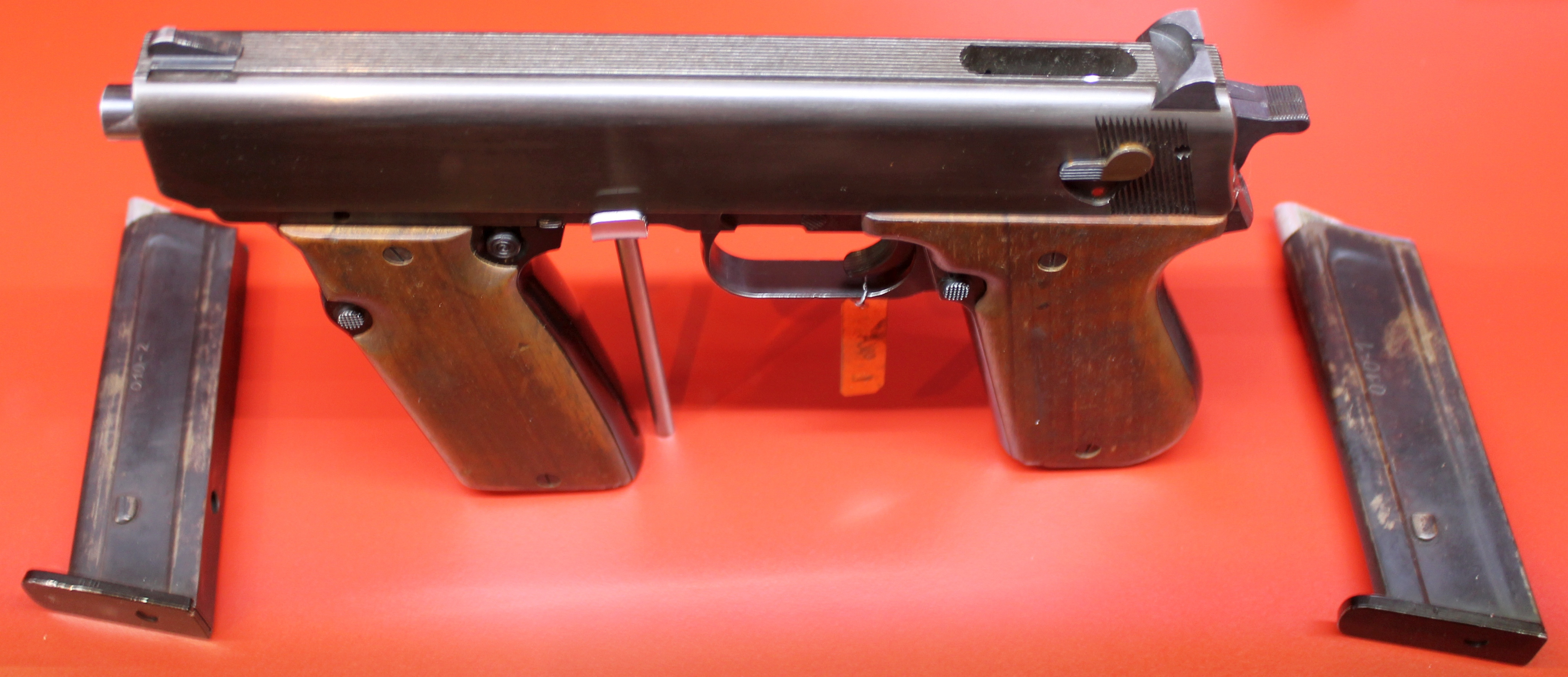
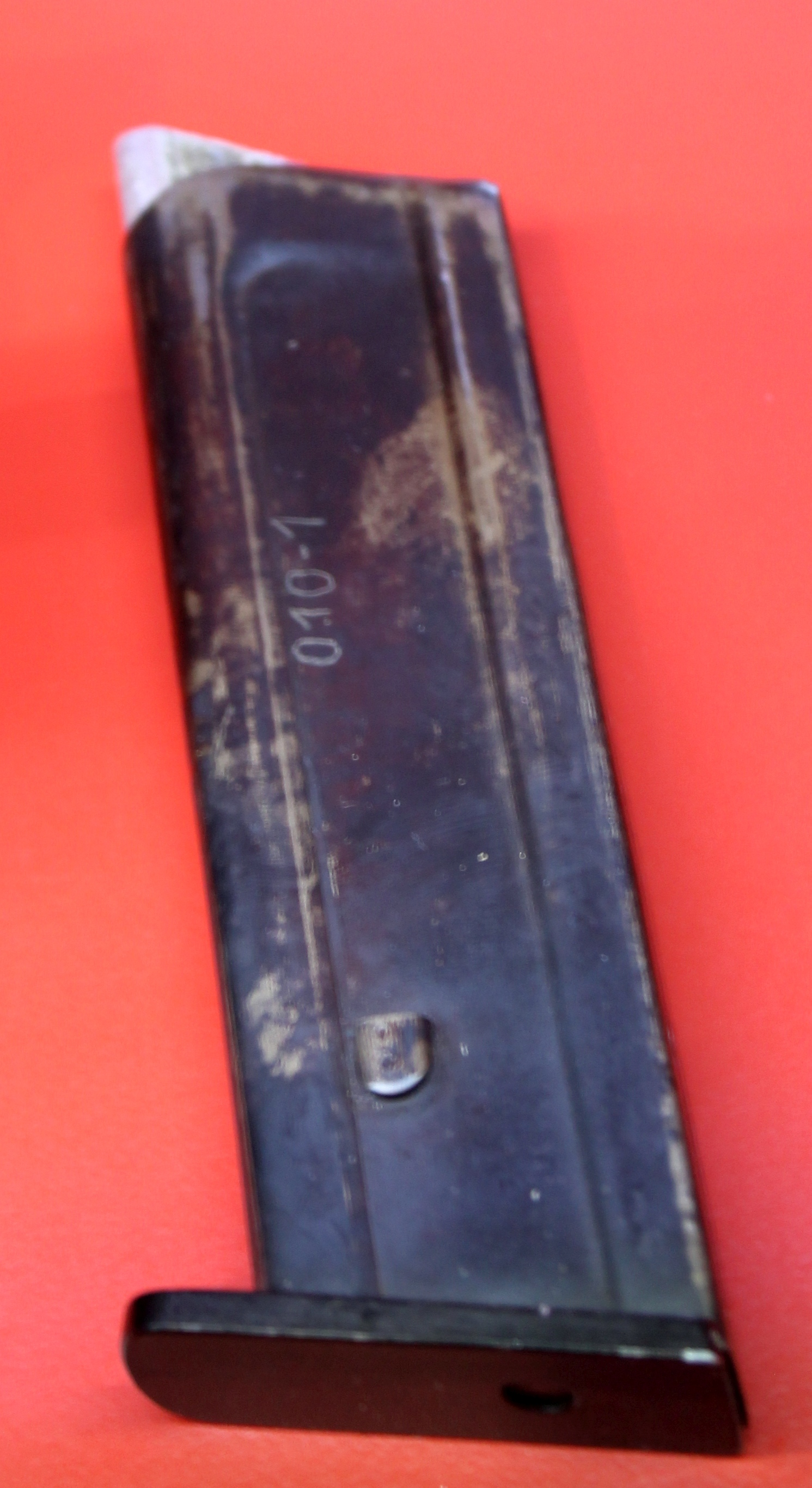

## Sonstiges
Von der Waffe wurden nur 14 Exemplare hergestellt. Eines ist in der Wehrtechnischen Studiensammlung Koblenz ausgestellt. Ein weiteres befindet sich im Waffenmuseum Suhl.